# Nowhere to Go (Melissa Etheridge)
Nowhere to Go is een nummer van de Amerikaanse zangeres Melissa Etheridge uit 1996. Het is de derde en laatste single van haar vijfde studioalbum Your Little Secret.
"Nowhere to Go" is een rockballad, die het meeste succes kende in Noord-Amerika. In de Billboard Hot 100 haalde het nummer een bescheiden 40e positie. In Nederland moest het nummer het met een 2e positie in de Tipparade stellen.